# Соланин (манга)
Соланин (яп. ソラニン Соранин) — манга, написанная и иллюстрированная Инио Асано. Она издавалась Shogakukan в еженедельном журнале Weekly Young Sunday с 2005 по 2006 год.
По манге был снят художественный фильм, режиссёром выступал Такахиро Мики. Премьера состоялась в апреле 2010 года. В том же году группа Asian Kung-Fu Generation выпустила сингл «Solanin» со стихами, написанными автором манги. Песня была использована в фильме.
В октябре 2017 года, через 11 лет после оригинального издания манги, Shogakukan опубликовало новую главу-эпилог.
Манга была издана на русском языке издательством Alt Graph в апреле 2019 года. Русское издание повторяет издание синсо-бан и включает в себя эпилог.

## Сюжет
Мэйко и Танэда выпустились из университета два года назад. Мэйко работает офис-леди, а Танэда — иллюстратором, вместе им хватает на жизнь, но чёткой цели в жизни у героев нет, и им постоянно кажется, что в ней не хватает чего-то важного.
В конечном итоге они принимают два важных решения, прощаясь с «нормальной» взрослой жизнью: Мэйко увольняется, а Танэда воссоздаёт музыкальную группу, в которой играл в студенчестве. С этого момента и начинается основной сюжет.

## Восприятие
В 2009 году манга была номинирована на премию Харви и премию Айснера (оба — за лучшее американское издание иностранной литературы). Высокую оценку манге дал веб-сайт About.com, сравнив её с «Дневником моих исчезновений» Хидэо Адзумы.
Кэтрин Дэйси из Pop Culture Shock дала манге сдержанную оценку. По её словам, все дело в фоне манги, который воспринимается как «коллаж или диаграмма».